# Bacchushäger
Bacchushäger (Ardeola bacchus) är en asiatisk fågel i familjen hägrar inom ordningen pelikanfåglar.

## Utseende
Bacchushägern är en 47 centimeter lång häger med vita vingar, svartspetsad gul näbb, gula ögon och gula ben. I häckningsdräkt har den rödbrunt på huvud och övre delen av bröstet, rostfärgade huvudplymer, svarta plymer på ryggen som sträcker sig förbi stjärten och mörkgrå plymer på bröstet. Utanför häckningstid är den vitfläckat gråbrun, mycket lik både rishäger (A. grayii) och svartryggig häger (A. speciosa), men dessa har mörkare rygg och handpennespetsar.

## Läte
Fågeln är vanligen tystlåten, men låga stönande läten hörs vid konflikter mellan fåglar.

## Utbredning
Fågeln häckar från östligaste Ryssland, nordöstra och östra Kina och Japan sydväst till nordöstra Indien (Assam) och norra Myanmar. Den övervintrar på Andamanöarna och Malackahalvön samt i Indokina, på Borneo och Sumatra och nordost till Ryukyuöarna.
Arten har tillfälligt påträffats på Guam, i Mongoliet, Oman 2010 och 2012 samt augusti 1997 på Saint Paul Island utanför Alaska. Den har även vid flera tillfällen observerats i Europa. För ett fynd från Norge hösten 1973 och ett från Ungern 14–23 augusti 2000 har det bedömts osäkert om det rör sig om förrymda individer, medan fynden i Storbritannien (2004) och från Finland (2007 och 2012) ansetts säkerligen utgöra det.

## Levnadssätt
Arten hittas i grunda söt- och saltvattensvåtmarker och dammar. Den lever av insekter, fisk och kräftdjur. Fågeln häckar ofta i blandade hägerkolonier. Den lägger tre till sex blågröna ägg.

## Status och hot
Arten har ett stort utbredningsområde och en stor population med stabil utveckling. Utifrån dessa kriterier kategoriserar internationella naturvårdsunionen IUCN arten som livskraftig (LC).

## Namn
Artens svenska och vetenskapliga artnamn har fått sitt namn av den romerska vinguden Bacchus, syftande på artens bruna färg på huvud och hals.